# Il venait d'avoir 18 ans
Singles de Dalida
Anima mia Manuel
Il venait d'avoir 18 ans est une chanson française de 1973, interprétée par Dalida, écrite par Pascal Sevran et Serge Lebrail (pseudonyme de Simone Gaffié) et composée par Pascal Auriat et Jean Bouchéty. C'est également le cinquième et dernier extrait de l'album Dalida (communément appelé Julien...), sorti en 1973.
Ce titre, qui a notamment atteint la 13e place du hit-parade allemand, la 3e place du hit-parade québécois et la 33e du hit-parade italien, a remporté le Prix de l'Académie du disque français en 1975, et a été enregistré en six langues (français, allemand, espagnol, italien, japonais et anglais), bénéficiant d'une sortie single pour chacune d'elles.

## Histoire
Cette chanson évoque à Dalida sa relation passée et restée secrète, à 34 ans, avec Lucio, un étudiant italien de 22 ans. Tombée enceinte, elle choisit d'avorter en secret de tout le monde (sauf de son frère Orlando et de leur cousine Rosie), même de Lucio, mais cette opération la rend stérile, ce qu'elle ne réalisera que 15 ans plus tard. C'est à cette tragédie qu'elle pense en chantant cet amour impossible. Le texte de la chanson fait référence à l'amour ressenti par des femmes mûres envers de jeunes gens. Cela fait écho à d'autres œuvres comme Le Blé en herbe de Colette, publié en 1923, d'ailleurs cité dans la chanson.
La chanson, qui n'était pas destinée au départ à Dalida mais à Jacqueline Danno, lui a été proposée en dernier recours par ses auteurs devant son refus pour les chansons qui lui étaient soumises.

## Contenu
Dans la chanson, il est décrit une nuit d'amour d'une femme de 36 ans avec un homme de 18 ans. La narratrice à la première personne décrit qu'elle se prépare à conquérir l'homme adolescent, mais de son point de vue, il voit comme un défi sportif de les déplacer vers une nuit commune. La nuit de l'amour lui-même est seulement suggérée avec les lignes «Il m'a dit : "J'ai envie de toi" ; Et pendant qu'il se rhabillait ». Le lendemain matin, quand il veut partir, elle réalise sa solitude. Cependant, elle n'essaie pas de le persuader de rester en raison de la différence d'âge. Seulement avec le recul, elle remarque qu'elle est deux fois plus âgée que lui[réf. souhaitée].

## Succès
La chanson eut un grand succès lors de sa sortie en 1974. Elle était sur la face B d'un single avec le titre Gigi l'amoroso en face A. Dalida a chanté la chanson en six langues (français, allemand, espagnol, italien, anglais et japonais). Le titre s'est classé au Québec à la 3e place, en Allemagne à la 13e position et à la 33e en Italie. 
Quant à Gigi L'Amoroso, il s'est classé no 1 en Belgique et en Suisse, no 2 en Espagne et aux Pays-Bas, no 3 au Québec et no 4 en France.

### Classement hebdomadaire
| Classement (1974-1975) | Meilleure position |
| ---------------------- | ------------------ |
| Wallonie               | 4                  |
| Italie                 | 33                 |
| Allemagne              | 13                 |
| Québec                 | 3                  |

| Classement (2012)                | Meilleure position |
| -------------------------------- | ------------------ |
| Région flamande (Back catalogue) | 33                 |
| France                           | 184                |

| Classement (2017) | Meilleure position |
| ----------------- | ------------------ |
| France            | 127                |

## Interprétations scéniques
Lors de différentes interprétations de la chanson, Dalida est vêtue d'une longue robe. Les couleurs de ses robes sont alors accordées avec celles de sa chevelure : elle est alors blonde vénitienne en 1974, et de son teint, plutôt mat. Dalida ne danse pas sur cette chanson mais donne lieu à des mouvements de marche et d'interprétations théâtrales tout en chantant. Les émotions de la chanteuse sont très visibles sur ce single.

## Reprises
La chanson a toujours été présente dans les générations depuis sa sortie. Conny Vandenbos a enregistré la version hollandaise « Hij was pas achttien ein » en 1974, le groupe Zeltinger 1986 une reprise de la version allemande, « Il n'avait que 18 ans », ce qui a été bien accueilli dans la scène gay. En 1989, Udo Lindenberg a enregistré la version de 16 ans, dans laquelle l'homme de 18 ans est échangé avec une fille de 16 ans. D'autres reprises ont été réalisées par Caroline Cellier et Pierre Palmade (1997), Arielle Dombasle pour l'émission « Symphonic Show » (2005), Giovanni Mirabassi (2006), Angelika Milster (2006), Dieter Thomas Kuhn (2006), Luz Casal (2007), Patty Pravo (2007), Franco Battiato (2008), Lara Fabian (2009) ou Entre 2 caisses (2016).

## Remix
Une version remix figure sur l'album Comme si j'étais là... (1995)